# Tisovec (Słowenia)
Tisovec – wieś w Słowenii, w gminie Dobrepolje. W 2018 roku liczyła 39 mieszkańców.